# سنق
سنق هي قرية في مقاطعة شوط‌، إيران. يقدر عدد سكانها بـ 157 نسمة بحسب إحصاء 2016.